# Institut Lluís Vives de València
L'actual Institut Lluís Vives s'ubica en el que fou l'antic Col·legi de Sant Pau, ocupant una illa completa entre els carrers de Xàtiva, Arquebisbe Mayoral i Sant Pau i l'avinguda del Marqués de Sotelo de la ciutat de València. És un dels pocs edificis de la ciutat que manté la funció original de centre educatiu, encara que ocupat per una altra institució.
Conserva, encara que molt transformada, la tipologia Col·legial. Es tracta d'un gran edifici organitzat al voltant d'un pati, on la capella, el claustre o pati i les escales són els únics elements amb un caràcter més monumental, atesa l'austeritat i funcionalitat general de l'edifici. Tipologia que tenien els desapareguts col·legis de l'Adoració, de Sant Jordi o Sant Vicent i que conserven, en major o menor mesura els edificis de l'Estudi General, de les Escoles Pies, el Col·legi del Corpus Christi, la Casa de l'Ensenyança de l'Arquebisbe Mayoral (actualment ocupat per l'Ajuntament) i l'antic Col·legi de Sant Pius, actual seu del Museu de Belles Arts.

## Evolució històrica i artística
L'existència del Col·legi de Sant Pau (destinat en principi a la formació de novicis de la Companyia de Jesús) comença l'any 1544 sota el patrocini de Joan Jeroni Doménech, encara que la butlla fundacional no es concedirà fins a 1559 pel papa Juli III. La possessió dels terrenys i cases on es construiria el col·legi tingué lloc el 26 de març de 1552, començant les obres el mateix any, per l'església. L'edificació es perllongarà en el temps degut al conflicte sorgit amb el convent de Sant Agustí. Aquest posava com a raó la butlla del papa Climent V que prohibia la fundació d'una institució religiosa a una distància inferior de 140 canyes a un convent mendicant.
Malgrat que els agustins aconseguiren l'ordenament de demolició, el col·legi continuà funcionant, sobretot al suport de l'arquebisbe Tomàs de Villanueva que va donar cinquanta mil ducats a l'obra el 1555. Així la fàbrica del col·legi es consolida, com es pot veure en la vista de la ciutat d'Anthonie van den Wyngaerde, de 1563, on destaca el campanar, desaparegut posteriorment. Entre 1564 i 1570 s'hi construí el cuarto del huerto, pavelló oriental amb què es tancava el recinte, donant-li una configuració semblant a l'actual.
Quasi un segle més tard, el 1644, el Col·legi s'amplia amb la fundació del Seminari de Nobles de Sant Ignasi, de vocació elitista. El seu origen està en el testament de Na Barbara Pérez de San Vicente, on deixava fons per a un Col·legi de Donzelles. Els jesuïtes però, consideraren utilitzar la donació per aquest Seminari, també depenent de la Companyia. La seu de la nova institució es construirà a l'extrem occidental del col·legi, unit a l'anterior edifici, però les dues institucions tenien un funcionament separat. La seua configuració s'hi observa clarament en el plànol de Tosca de 1704, on destaca la cúpula de l'actual escala occidental.
El segle xviii serà el de més reformes al Col·legi, ja en 1694 s'havia construït la sagristia o capella fonda, però serà en la primera meitat del xviii quan es construïsquen les dues escales (1720-1721), es renovarà parcialment l'església (1723-1725) i la construcció de les galeries est i nord del claustre (1730). Altres obres menors seran la reedificació de les estances rectorals (1708), la construcció de tres capelles fondes de l'església que recauen al claustre (1719), la construcció de la cripta major (1721) i la de la infermeria (1722).

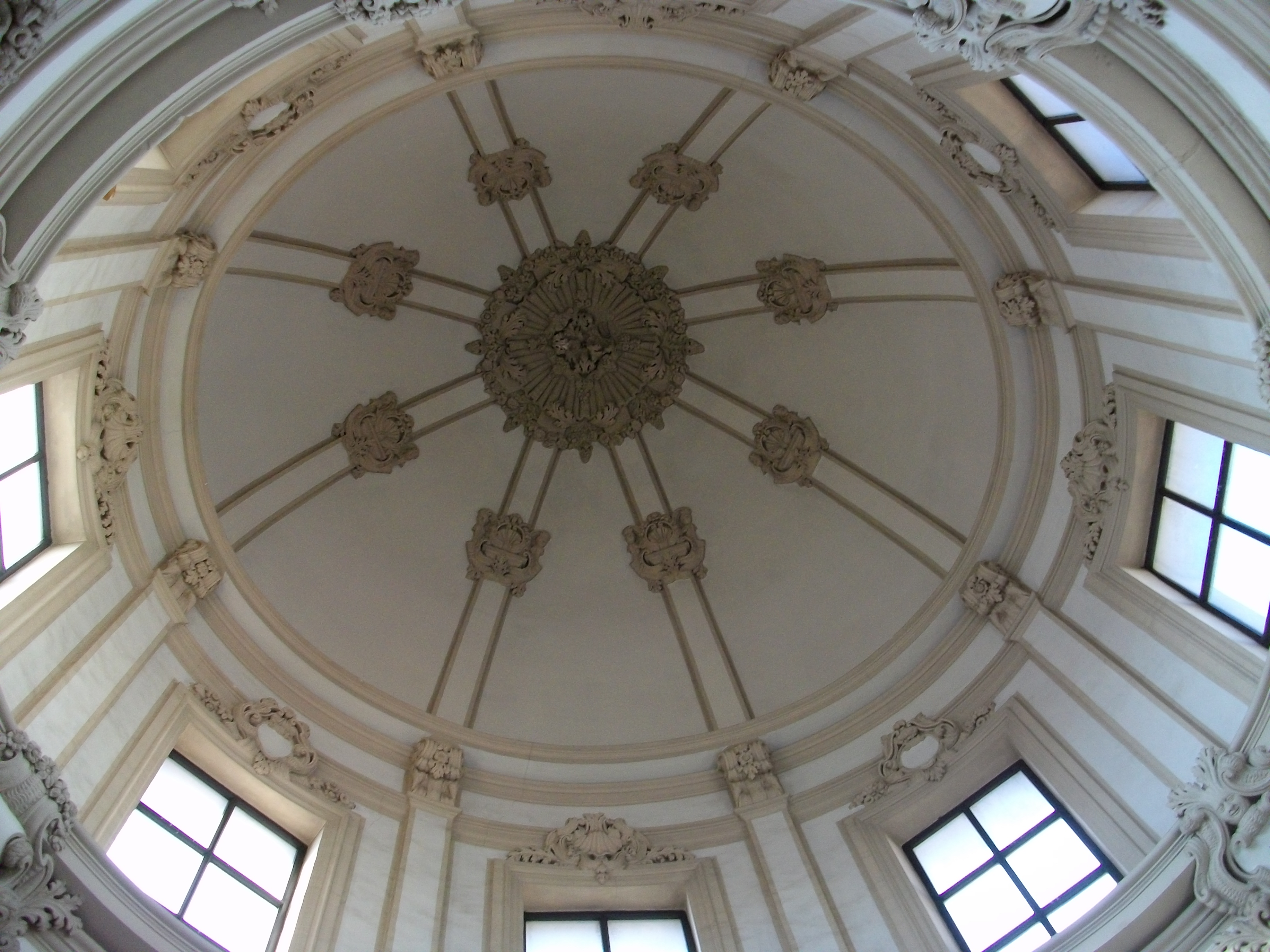
Cúpula de l'escala

Les escales s'hi construïren al mateix temps, encara que no ho semble per la seua decoració. L'escala més monumental és la situada a l'angle sud-est de l'edifici. Té una caixa quasi rectangular, trams a la catalana i es cobreix amb una cúpula sobre petxines, és lleugerament oval i mostra un tambor octogonal a l'exterior. La data de construcció està present a les cartel·les de la cornisa, on existeix una decoració de formes orgàniques i puttis, decoració augmentada a les petxines.
L'altra escala no és tan monumental, i podria tindre un origen anterior (com s'observa al plànol de Tosca), se situa al pavelló oest. Està formada per un sol tram a la catalana i coberta amb una cúpula semiesfèrica sobre petxines sense cos de llums ni tambor. A l'intradós de la cúpula hi ha ornamentació a base d'esgrafiats, semblants als que es feien durant el sis-cents en algunes esglésies valencianes.

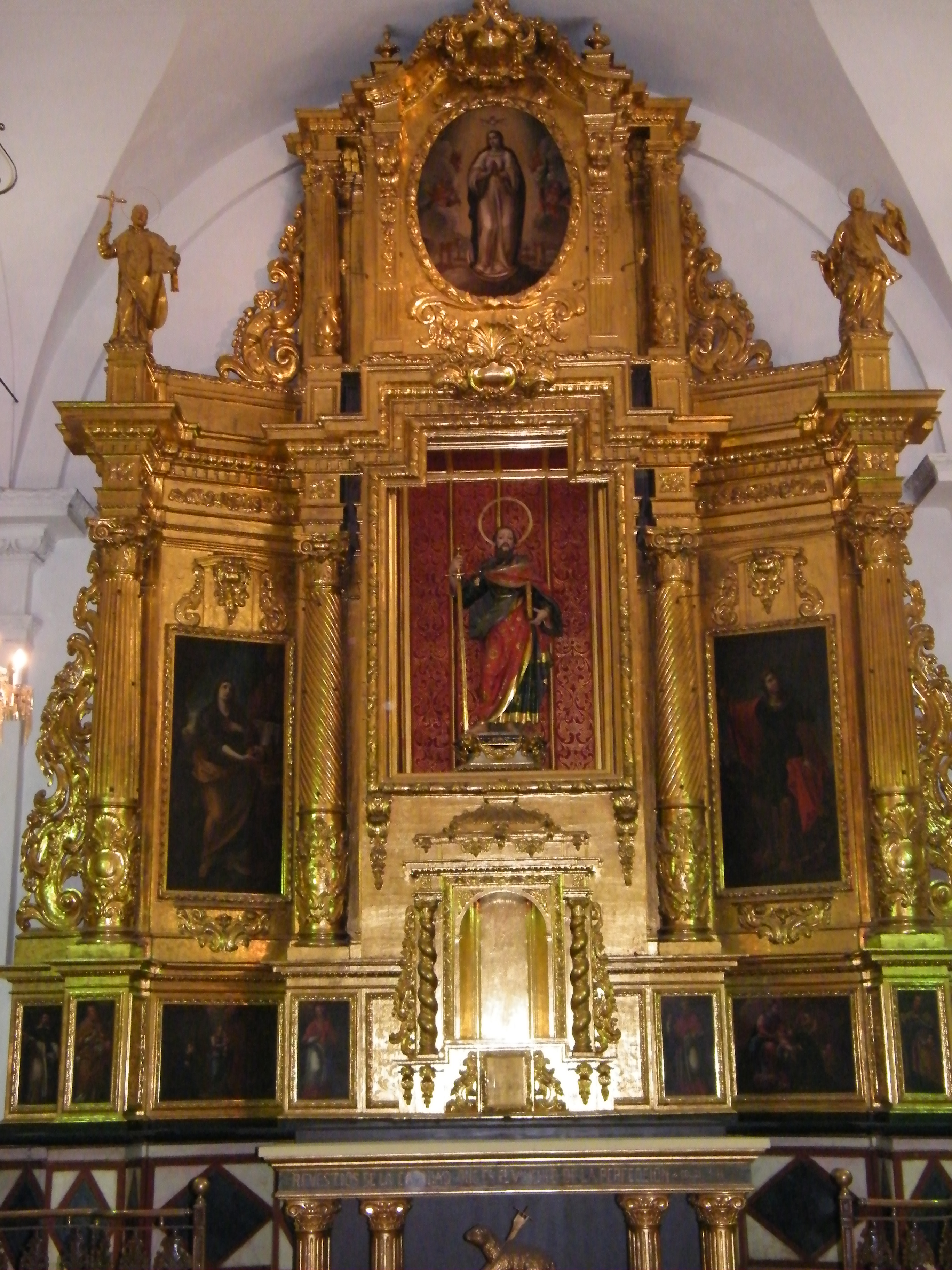
Retaule de la capella

L'església es va renovar pel mestre d'obres Tomàs Martínez. Renovació limitada a la reparació de cobertes i paraments. Però el major esforç constructiu es feu en la portada dels peus (actualment tapiada pel canvi d'orientació del temple), datada l'any 1725 i obrada pel picapedrer Josep Miner. la portada té un relleu amb la figura del patró del col·legi, sant Pau, feta per l'escultor Antoni Salvador el romà, tal com documenta el professor Joan Gavara.
L'interior de l'església destaca pel seu conjunt de retaules barrocs, més encara si tenim en compte la desaparició de la majoria de retaules de la ciutat durant la Guerra Civil. El retaule major (de dos cossos i d'ordre corinti) és obra de Tomàs Artigues i datat l'any 1723. També apareix el nom d'Andrés Robles cobrant per uns blandos del retaule i un reliquiari de la Mare de Déu dels Dolors. A la predel·la hi són representats els sis doctors de l'església i els sants, aleshores encara beats, Lluís Gonzaga i Estanislau Kostka, és obra documentada del pintor Esteban Romaguera. A aquest caldria atribuir-li també la resta de pintures del retaule (Salvador Eucarístic, Immaculada Concepció, Santa Caterina Màrtir i Santa Maria Magdalena). El daurat i estofat del retaule és obra de Josep Alepuz.
Altres obres d'aquest Romaguera en l'església serien un llenç de la Mare de Déu de la Pietat, un de Sant Francesc de Borja per al remat de la porta fingida del presbiteri, dos llenços de cos sencer per a les portes de l'armari de la sagristia (representant a sant Francesc Xavier i sant Ignasi de Loiola) i dos llenços més de Jesús i Maria, per a ser col·locats damunt dels referits armaris. D'aquest conjunt només es conserva la pintura de la Mare de Déu de la Pietat. Altres pintures del Col·legi seran: un llenç una Mare de Déu del Dolors, obra de Paolo Mathei, un Sant Joan Nepomucé, un oval de Sant Estanislau i un retrat de deu cardenals. Aquestes pintures es portaren de Roma pel germà Jerónimo Julián després d'assistir a la Congregació General de la Companyia de 1723. Només resten l'oval de Sant Estanislau i el llenç de Joan Nepomucé.
L'obra dels retaules laterals al retaule major, dedicats de sant Joan Nepomucé i la Mare de Déu dels Dolors, també data d'aquestos moments. Apareix el nom de l'escultor Vicent Borja, tanmateix autor de les talles de les portes del presbiteri (que serien molt semblants als retaules). La resta de retaules són obra de finals del segle xvii, a excepció dels de la sagristia, que són del xviii i estan influenciats per làmines d'Andrea Pozzo. L'obra dels armaris de la sagristia, desapareguts, fou obra de Tomàs Paredes. Fora de l'església existeix una dormició de la Mare de Déu atribuït a Miquel Joan Porta.
El claustre també dataria d'aquesta època, hi han poques dades, construint-se les galeries nord i est amb un ordre toscà senzill i cobertes de volta de rajola de pla. Els trams que faltaven els conclourà Sebastià Monleón entre 1862 i 1872.

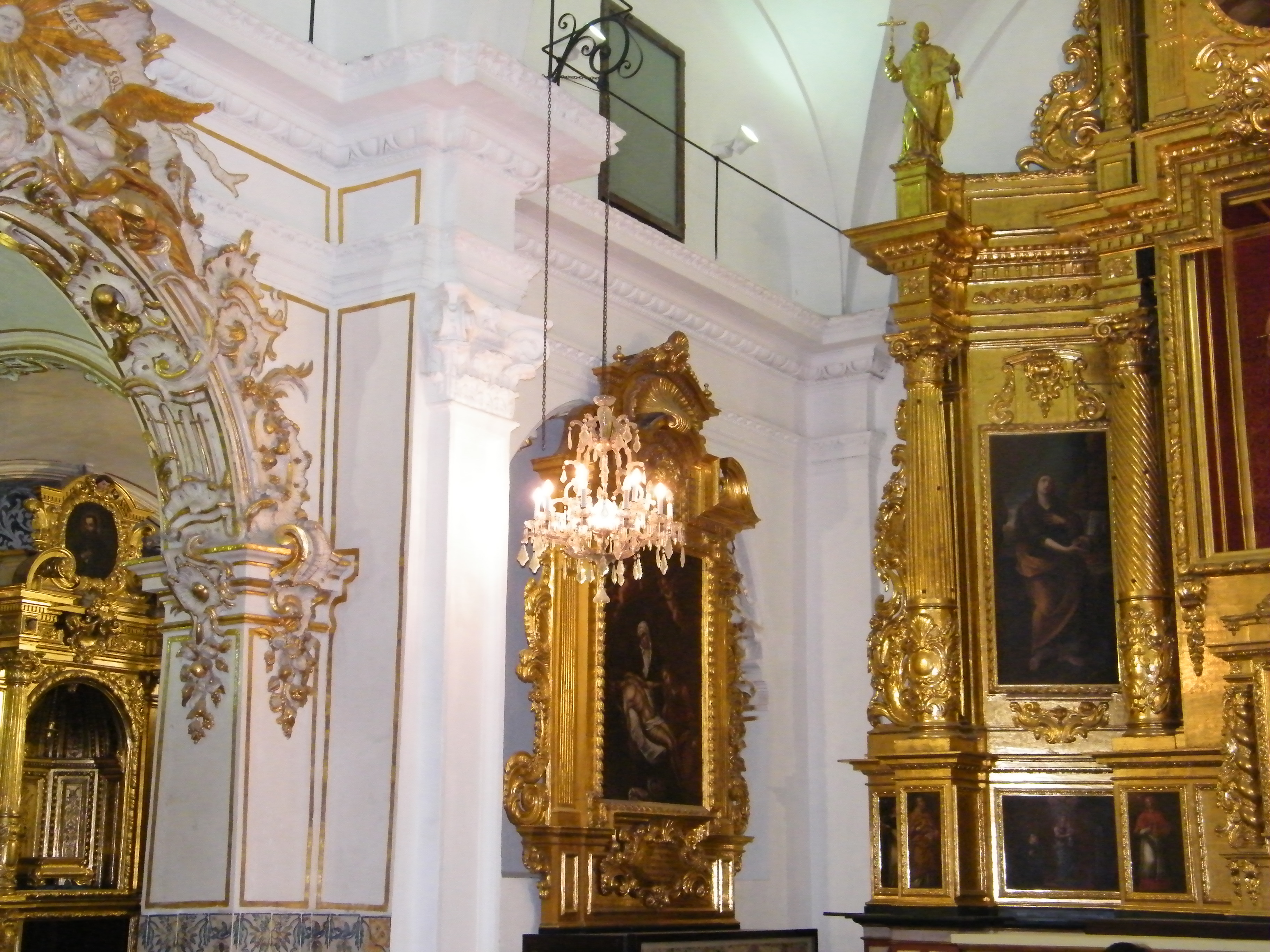
Detall de l'arc d'entrada a la capella fonda i del retaule principal

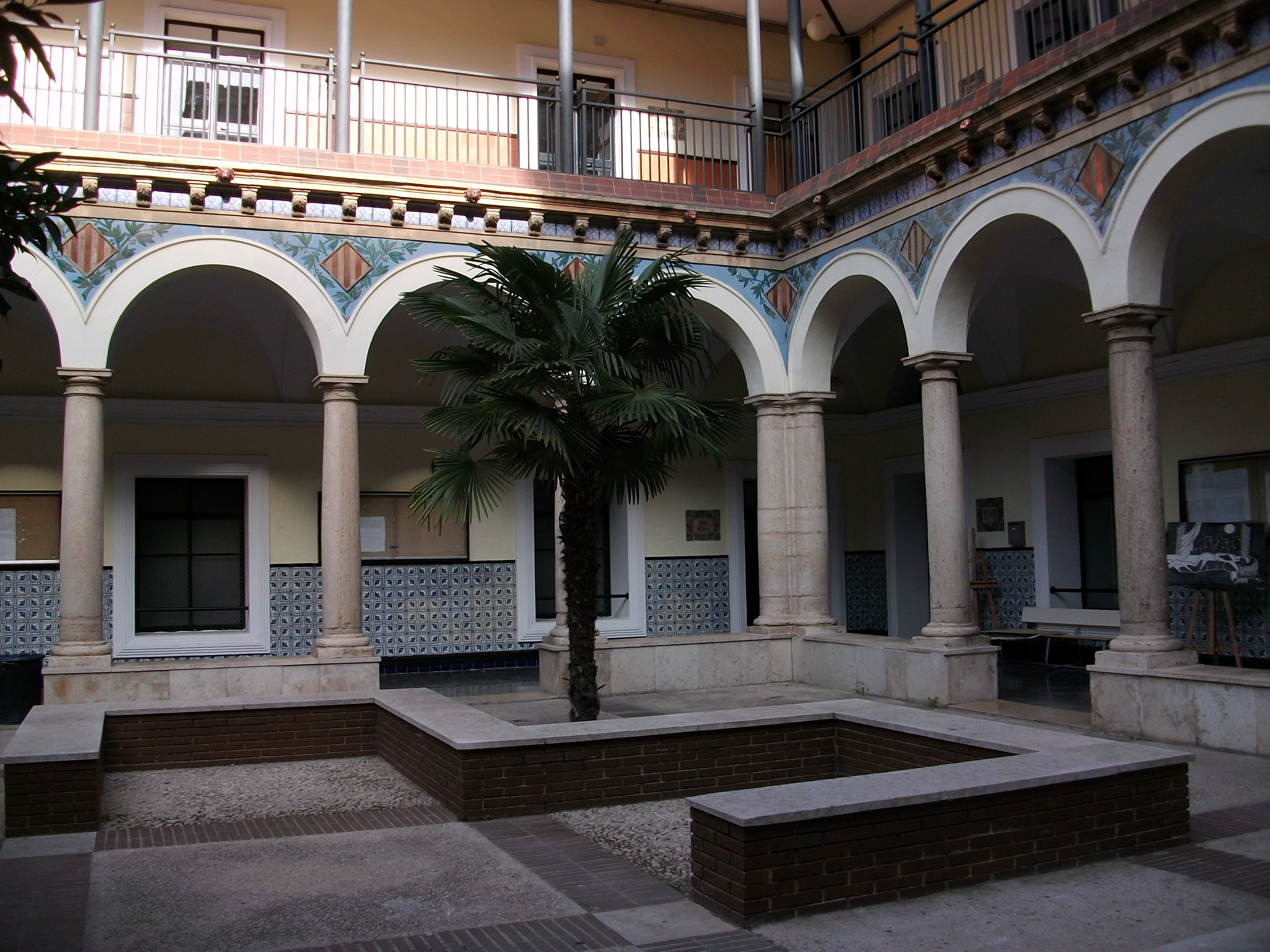
Claustre del col·legi

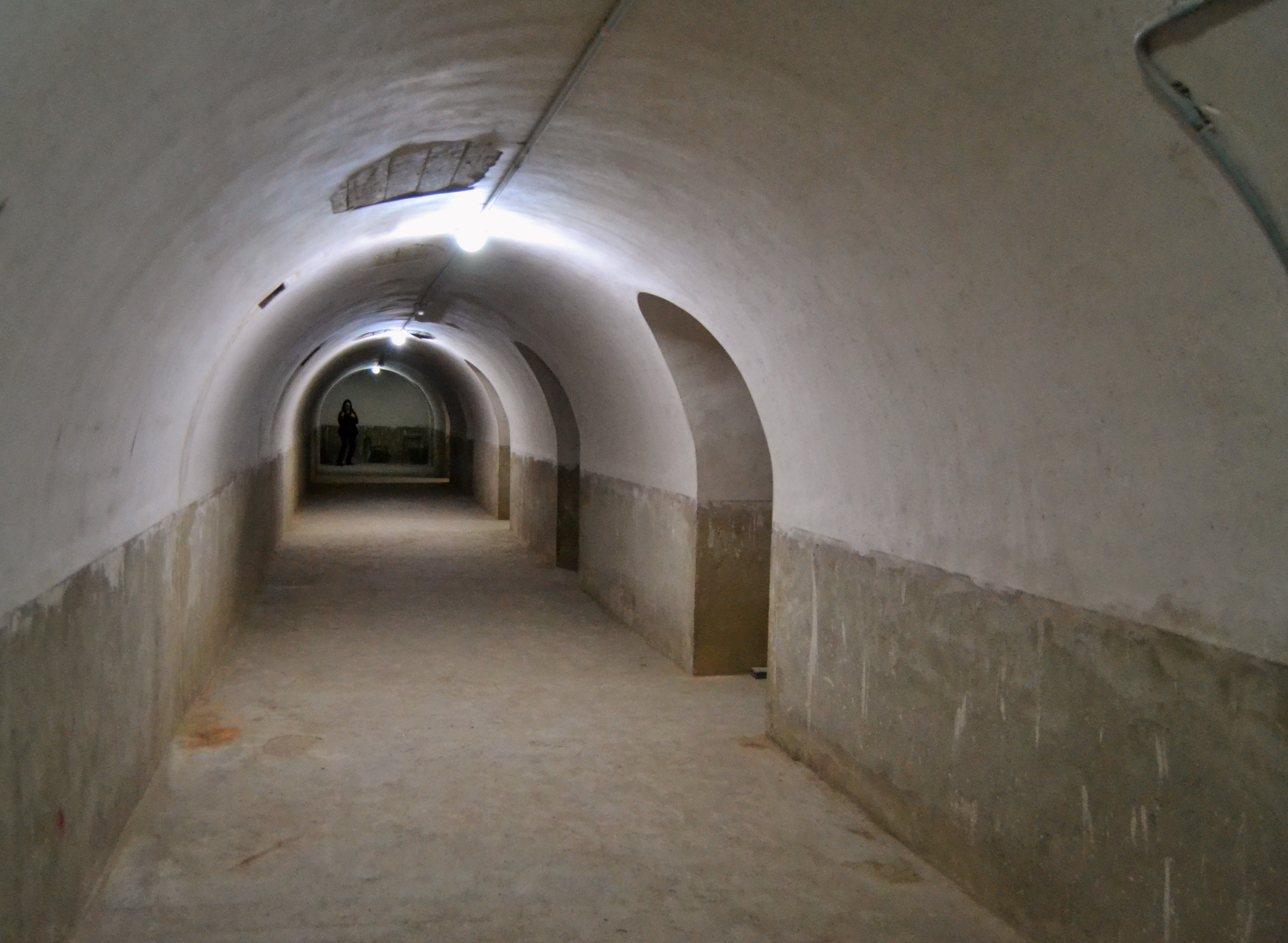
Refugi antiaeri de la Guerra Civil

Anys més tard, vers el 1760, es va començar la renovació de l'anomenada capella fonda, construïda com a sagristia el 1694. Té tres trams, els dos primers coberts amb volta bufada i l'últim amb volta d'aresta. S'ornamentarà amb rocalles daurades i pintures sobre llenç emmarcades amb brancatges asimètrics, de gust rococó proper al desenvolupat als dos retaules, observant-se com s'ha dit la influència de Pozzo. L'arc que comunica aquesta capella amb l'església es recobrí amb talles sinuoses i formes orgàniques, semblants a les fetes a l'església de Sant Andreu per Lluís Domingo. El sòcol de ceràmica seria anterior, de la reforma de l'església de 1725, ja que no encaixa en l'estètica rococó.
L'expulsió dels jesuïtes el 1767 gran part del conjunt serà annexionat pel Seminari de Nobles. Excepte el pavelló oriental, l'església i tot l'hort, que se'ls quedarà l'Ajuntament, amb la finalitat d'instal·lar la comunitat del convent de Sant Gregori i fer negoci amb el seu solar. Els plans de l'Ajuntament, però, no es realitzaren, degut a les pressions del director del Seminari, Domingo Merico, i sobretot de l'arquebisbe Fabián i Fuero. Així, el 9 de març de 1778 el rei Carles III des d'El Pardo concedeix una Reial Cèdula per la qual tot el recinte i les hortes de l'antic Col·legi de Sant Pau passaven a dependre del Seminari de Nobles per a disposar de majors rendes «para la manutención de mas maestros y criados que los precisos a treinta colegiados». La possessió del Seminari del recinte de l'antic col·legi jesuïta es farà efectiva el 28 d'abril de 1778, com també es prendrà possessió «de la fábrica de exercicios y donde se hallavan sercados los materiales y enseres para la conclusion de la expresada fábrica».
Entre els anys 1785 i 1786 es dugué a terme una reforma profunda de l'edifici, dirigida per l'arquitecte acadèmic Llorenç Martínez. Aquesta se centrarà en la renovació de l'església, a la qual se li canviarà l'orientació, es construí una nova volta de llunetes (damunt de l'església s'hi construïren noves aules), el cor alt als peus i es realitzarà l'ordenació classicista de l'interior. L'obra de talla és de l'escultor Josep Puchol Rubio i l'ordenació interior es completava amb una pintura fingida de tema arquitectònic. La porta del temple que recau a l'anomenada placeta de la porteria seria obrada posteriorment, ja que no consta en els comptes de la reforma. Podria ser obra de Cristóbal Sales, qui s'encarregà de la reforma del col·legi el 1827.
A conseqüència de la Desamortització de 1835 el Seminari de Nobles desapareix i l'edifici s'abandona durant deu anys. Passarà a dependre més tard de la Universitat de València com a Reial Col·legi d'Interns de Sant Pau. D'aquest moment seria la pintura al·legòrica atribuïda a Vicent López. Posteriorment aquest Col·legi serà adscrit a l'acabat de crear Instituto Provincial de Enseñanza Media, ubicat temporalment a la seu de la Universitat. Serà la seu definitiva d'aquest institut el 1862, després d'una nova reforma dissenyada per l'arquitecte Sebastià Monleón. El curs acadèmic s'inaugurà el 1869-70. Amb aquesta reforma es completaren els dos trams del claustre que faltaven, amb el mateix ordre toscà. S'hi conserva un placa commemorativa d'aquest fet al mateix claustre, datada el 1872, quan era director del centre Vicent Boix.
L'any 1930 passa a ser Instituto Nacional de Enseñanza Media "Luis Vives", actual funció de l'edifici. Anys més tard, el 1978 es du a terme una profunda remodelació a càrrec de l'arquitecte Miguel Colomina, buidant totes les estances i només conservant la planta baixa del claustre, les dues escales i la capella.
Durant la Guerra Civil es construí un dels refugis antiaeris més grans de la ciutat. Actualment s'ha restaurat per part del Col·legi per a ús de sala d'exposicions i conferències.